# زبان سنتینلی
زبان سِنتینِلی به زبان توصیف نشده مردم سنتینلی در جزیره سنتینل شمالی در جزایر آندامان و نیکوبار هند گفته می‌شود. به دلیل عدم تماس بین اهالی سنتینل و سایر نقاط جهان، از زبان آن‌ها اطلاعی در دست نیست. با این حال ثبت شده‌است که زبان جاراوا برای این مردم غیرقابل درک است. در مورد محدوده هم‌پوشانی سنتینلی با زبان اونگه، در صورت وجود، اطمینانی وجود ندارد.

## جمعیت
تاکنون هیچگونه سرشماری رسمی در جزیره سنتینل شمالی صورت نگرفته‌است. ولی تخمین زده می‌شود جزیره جمعیتی بین ۱۵ تا ۵۰۰ نفر داشته باشد. بیشتر تخمین‌ها بین ۵۰ تا ۲۰۰ نفر است. در کتابی که در سال ۲۰۱۶ توسط سازمان مردم‌شناسی هند دربارهٔ قبیله‌های آسیب‌پذیر منتشر شد، جمعیت سنتینلی‌ها را بین ۱۰۰ تا ۱۵۰ نفر تخمین زده بود. در سال ۲۰۱۴، محققان شش زن، هفت مرد (ظاهراً زیر ۴۰ سال) و سه بچه کوچکتر از چهار سال را ثبت کردند.

## وضعیت
سنتینلی به دلیل داشتن تعداد اندک سخنگو در معرض خطر انقراض قرار دارد. این تعداد از ۱۰۰ تا ۲۵۰ نفر تخمین زده شده‌است.